# Lesotho na Letnich Igrzyskach Olimpijskich 1980
Lesotho na Letnich Igrzyskach Olimpijskich 1980 reprezentowało 5 zawodników, tylko mężczyzn.

## Skład kadry

### Lekkoatletyka
Mężczyźni
- Joseph Letseka
  - bieg na 100 m - odpadł w eliminacjach
  - bieg na 200 m - odpadł w eliminacjach

- Kenneth Hlasa
  - bieg na 800 m - odpadł w eliminacjach

- Mopeli Molapo
  - bieg na 1500 m - odpadł w eliminacjach

- Motlalepula Thabana
  - bieg na 10000 m - odpadł w eliminacjach

- Vincent Rakabaele
  - maraton - 36. miejsce

- Kenneth Hlasa
  - maraton - nie ukończył